# Berenguer de Puigpardines
Berenguer de Puigpardines ( Sant Privat d'en Bas, Condado de Besalú ? - ?), Fue un cronista catalán que se supone vivió en el siglo XV Puigpardines es autor de la crónica catalana denominada Sumario de España, de interés puramente nobiliario para uso sobre el entorno de Cataluña, que se supone escrita en tiempos de Berenguer «el Grande», pero que en realidad fue escrita, durante el reinado de Alfonso el Magnànimo . Puigpardines copió en sus crónicas fragmentos enteros de otros cronistas y, sobre todo, de Pere Tomic . En Sant Privat aún se conservan restos del castillo señorial que perteneció a la familia de Puigpardines, una de las primeras que se establecieron en el condado de Besalú tras la Reconquista, y entre los que figuran, además de Guillermo Berenguer ( 986 ), que formó parte de las houestes del conde de Besalú, Oliba Cabreta, en acudir esta llamada del conde Borrell II para la conquista de Barcelona, que había sido tomada por Almanzor ; Ramón, que figuró en la "expedición de los catalanes a Córdoba" el 1010 y en otra del mismo nombre, que acompañó al Infante Alfonso en la campaña de Mallorca, cuya capital se rindió el diecinueve de noviembre de 1285 .
Pérez Bayer y Torres Amat suponen que la primera redacción de esta obra fue hecha en latín y que posteriormente fue traducida al catalán, basándose en el hecho de que el catalán en que parece escrita es bastante más perfecto que el que se usaba en el siglo XII Se conservan dos manuscritos de esta obra en la Biblioteca del Escorial, habiéndose publicado ediciones fragmentarias de la misma;